# Propyria flora
Propyria flora là một loài bướm đêm thuộc phân họ Arctiinae, họ Erebidae.